# Léon Delacroix
Léon Frédéric Gustave Delacroix (ur. 27 grudnia 1867 w Saint-Josse-ten-Noode, zm. 15 października 1929 w Baden-Baden) – belgijski polityk. Przed przystąpieniem do działalności politycznej był znanym prawnikiem i prezesem Belgijskiego Sądu Kasacyjnego od 1917 do 1918. W ramach odbudowy po I wojnie światowej został powołany na 22.  premiera Belgii i pełnił tę funkcję od 1918 do 1920. W czasie jego kadencji zostało uchwalone powszechne prawo wyborcze dla obywateli.